# Lliga alemanya de futbol 2019-20
La Fußball-Bundesliga 2019-20 va ser la 57a edició de la Lliga alemanya de futbol, la competició futbolística més important del país. Va començar el 16 d'agost de 2019 i va concloure el 22 de juny de 2020. El Bayern de Múnic era el campió defensor, i va guanyar el seu 8è títol consecutiu i 30è en la general (29è a l'era de la Bundesliga) el 16 de juny amb dos partits de sobra. Amb 100 gols marcats en 34 partits, el Bayern es va convertir en el segon equip que va assolir aquesta fita en una temporada de la Bundesliga, després del rècord de 101 gols que el mateix club va aconseguir anteriorment la temporada 1971–72.
El nombre de substituts permesos a la banqueta va passar de set a nou per a la temporada 2019-20.
El 13 de març de 2020, la DFL va suspendre la Bundesliga i la 2. Bundesliga a causa de la pandèmia de COVID-19. Després de consultar amb el govern alemany, la lliga es va reprendre a porta tancada el 16 de maig de 2020.
A causa de l'ajornament, l'última jornada del 27 de juny va ser la segona data més recent en que ha conclòs qualsevol temporada de la Bundesliga, després de la temporada 1971–72 (que va concloure un dia després).

## Classificació i resultats

### Taula classificatòria
| Pos | Equip                    | PJ | PG | PE | PP | GF  | GC | DG  | Pts | Classificació o descens                                               |
| --- | ------------------------ | -- | -- | -- | -- | --- | -- | --- | --- | --------------------------------------------------------------------- |
| 1   | Bayern de Múnic (C)      | 34 | 26 | 4  | 4  | 100 | 32 | +68 | 82  | Classificació per la Fase de grups de la Lliga de Campions            |
| 2   | Borussia Dortmund        | 34 | 21 | 6  | 7  | 84  | 41 | +43 | 69  | Classificació per la Fase de grups de la Lliga de Campions            |
| 3   | RB Leipzig               | 34 | 18 | 12 | 4  | 81  | 37 | +44 | 66  | Classificació per la Fase de grups de la Lliga de Campions            |
| 4   | Borussia Mönchengladbach | 34 | 20 | 5  | 9  | 66  | 40 | +26 | 65  | Classificació per la Fase de grups de la Lliga de Campions            |
| 5   | Bayer Leverkusen         | 34 | 19 | 6  | 9  | 61  | 44 | +17 | 63  | Classificació per la Fase de grups de la Lliga Europa                 |
| 6   | 1899 Hoffenheim          | 34 | 15 | 7  | 12 | 53  | 53 | 0   | 52  | Classificació per la Fase de grups de la Lliga Europa                 |
| 7   | VfL Wolfsburg            | 34 | 13 | 10 | 11 | 48  | 46 | +2  | 49  | Classificació per la Segona ronda de classificació de la Lliga Europa |
| 8   | SC Freiburg              | 34 | 13 | 9  | 12 | 48  | 47 | +1  | 48  |                                                                       |
| 9   | Eintracht Frankfurt      | 34 | 13 | 6  | 15 | 59  | 60 | −1  | 45  |                                                                       |
| 10  | Hertha BSC               | 34 | 11 | 8  | 15 | 48  | 59 | −11 | 41  |                                                                       |
| 11  | Union Berlin             | 34 | 12 | 5  | 17 | 41  | 58 | −17 | 41  |                                                                       |
| 12  | FC Schalke 04            | 34 | 9  | 12 | 13 | 38  | 58 | −20 | 39  |                                                                       |
| 13  | Mainz 05                 | 34 | 11 | 4  | 19 | 44  | 65 | −21 | 37  |                                                                       |
| 14  | 1. FC Köln               | 34 | 10 | 6  | 18 | 51  | 69 | −18 | 36  |                                                                       |
| 15  | FC Augsburg              | 34 | 9  | 9  | 16 | 45  | 63 | −18 | 36  |                                                                       |
| 16  | Werder Bremen (O)        | 34 | 8  | 7  | 19 | 42  | 69 | −27 | 31  | Play-off per la permanència                                           |
| 17  | Fortuna Düsseldorf (R)   | 34 | 6  | 12 | 16 | 36  | 67 | −31 | 30  | Descens a la 2. Bundesliga                                            |
| 18  | SC Paderborn (R)         | 34 | 4  | 8  | 22 | 37  | 74 | −37 | 20  | Descens a la 2. Bundesliga                                            |

1. 1 2  Atès que el guanyador de la DFB-Pokal 2019-20, el Bayern Munich, es va classificar per a la Lliga de Campions en funció de la posició a la lliga, la plaça de la fase de grups de l'Europa League va passar al sisè classificat, i la plaça de la segona fase de classificació de l'Europa League va passar al setè classificat.

### Resultats
| Casa \ Fora              | AUG | BSC | UNB | BRE | DOR | DÜS | FRA | FRE | HOF | KÖL | LEI | LEV | MAI | MÖN | MUN | PAD | SCH | WOL |
| ------------------------ | --- | --- | --- | --- | --- | --- | --- | --- | --- | --- | --- | --- | --- | --- | --- | --- | --- | --- |
| FC Augsburg              | —   | 4–0 | 1–1 | 2–1 | 3–5 | 3–0 | 2–1 | 1–1 | 1–3 | 1–1 | 1–2 | 0–3 | 2–1 | 2–3 | 2–2 | 0–0 | 2–3 | 1–2 |
| Hertha BSC               | 2–0 | —   | 4–0 | 2–2 | 1–2 | 3–1 | 1–4 | 1–0 | 2–3 | 0–5 | 2–4 | 2–0 | 1–3 | 0–0 | 0–4 | 2–1 | 0–0 | 0–3 |
| Union Berlin             | 2–0 | 1–0 | —   | 1–2 | 3–1 | 3–0 | 1–2 | 2–0 | 0–2 | 2–0 | 0–4 | 2–3 | 1–1 | 2–0 | 0–2 | 1–0 | 1–1 | 2–2 |
| Werder Bremen            | 3–2 | 1–1 | 0–2 | —   | 0–2 | 1–3 | 0–3 | 2–2 | 0–3 | 6–1 | 0–3 | 1–4 | 0–5 | 0–0 | 0–1 | 0–1 | 1–2 | 0–1 |
| Borussia Dortmund        | 5–1 | 1–0 | 5–0 | 2–2 | —   | 5–0 | 4–0 | 1–0 | 0–4 | 5–1 | 3–3 | 4–0 | 0–2 | 1–0 | 0–1 | 3–3 | 4–0 | 3–0 |
| Fortuna Düsseldorf       | 1–1 | 3–3 | 2–1 | 0–1 | 0–1 | —   | 1–1 | 1–2 | 2–2 | 2–0 | 0–3 | 1–3 | 1–0 | 1–4 | 0–4 | 0–0 | 2–1 | 1–1 |
| Eintracht Frankfurt      | 5–0 | 2–2 | 1–2 | 2–2 | 2–2 | 2–1 | —   | 3–3 | 1–0 | 2–4 | 2–0 | 3–0 | 0–2 | 1–3 | 5–1 | 3–2 | 2–1 | 0–2 |
| SC Freiburg              | 1–1 | 2–1 | 3–1 | 0–1 | 2–2 | 0–2 | 1–0 | —   | 1–0 | 1–2 | 2–1 | 0–1 | 3–0 | 1–0 | 1–3 | 0–2 | 4–0 | 1–0 |
| 1899 Hoffenheim          | 2–4 | 0–3 | 4–0 | 3–2 | 2–1 | 1–1 | 1–2 | 0–3 | —   | 3–1 | 0–2 | 2–1 | 1–5 | 0–3 | 0–6 | 3–0 | 2–0 | 2–3 |
| 1. FC Köln               | 1–1 | 0–4 | 1–2 | 1–0 | 1–3 | 2–2 | 1–1 | 4–0 | 1–2 | —   | 2–4 | 2–0 | 2–2 | 0–1 | 1–4 | 3–0 | 3–0 | 3–1 |
| RB Leipzig               | 3–1 | 2–2 | 3–1 | 3–0 | 0–2 | 2–2 | 2–1 | 1–1 | 3–1 | 4–1 | —   | 1–1 | 8–0 | 2–2 | 1–1 | 1–1 | 1–3 | 1–1 |
| Bayer Leverkusen         | 2–0 | 0–1 | 2–0 | 2–2 | 4–3 | 3–0 | 4–0 | 1–1 | 0–0 | 3–1 | 1–1 | —   | 1–0 | 1–2 | 2–4 | 3–2 | 2–1 | 1–4 |
| Mainz 05                 | 0–1 | 2–1 | 2–3 | 3–1 | 0–4 | 1–1 | 2–1 | 1–2 | 0–1 | 3–1 | 0–5 | 0–1 | —   | 1–3 | 1–3 | 2–0 | 0–0 | 0–1 |
| Borussia Mönchengladbach | 5–1 | 2–1 | 4–1 | 3–1 | 1–2 | 2–1 | 4–2 | 4–2 | 1–1 | 2–1 | 1–3 | 1–3 | 3–1 | —   | 2–1 | 2–0 | 0–0 | 3–0 |
| Bayern de Múnic          | 2–0 | 2–2 | 2–1 | 6–1 | 4–0 | 5–0 | 5–2 | 3–1 | 1–2 | 4–0 | 0–0 | 1–2 | 6–1 | 2–1 | —   | 3–2 | 5–0 | 2–0 |
| SC Paderborn             | 0–1 | 1–2 | 1–1 | 1–5 | 1–6 | 2–0 | 2–1 | 1–3 | 1–1 | 1–2 | 2–3 | 1–4 | 1–2 | 1–3 | 2–3 | —   | 1–5 | 2–4 |
| FC Schalke 04            | 0–3 | 3–0 | 2–1 | 0–1 | 0–0 | 3–3 | 1–0 | 2–2 | 1–1 | 1–1 | 0–5 | 1–1 | 2–1 | 2–0 | 0–3 | 1–1 | —   | 1–4 |
| VfL Wolfsburg            | 0–0 | 1–2 | 1–0 | 2–3 | 0–2 | 1–1 | 1–2 | 2–2 | 1–1 | 2–1 | 0–0 | 0–2 | 4–0 | 2–1 | 0–4 | 1–1 | 1–1 | —   |

## Play-off
| Equip de la 1.Bundesliga | Global | Equip de la 2.Bundesliga | Anada | Tornada |
| ------------------------ | ------ | ------------------------ | ----- | ------- |
| SV Werder Bremen         | 2–2    | 1. FC Heidenheim         | 0–0   | 2–2     |